# Redação Esportes
Redação Esportes era um programa da extinta TV Tupi São Paulo dirigido por Geraldo Thomé e apresentado diariamente por Walter Abrahão, Geraldo Bretas, Ely Coimbra, Roberto Petri, Gerdy Gomes, Sérgio Baklanos e José Roberto Ramos. Desta equipe, o único vivo é Roberto Petri.